# Johann Jodok Singisen

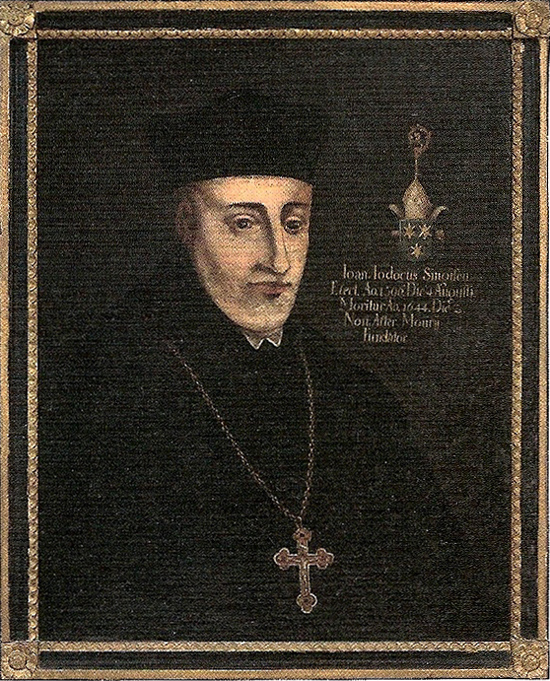
Johann Jodok Singisen

Johann Jodok Singisen (* ca. 1557 in Mellingen; † 2. November 1644 in Muri) war ein Schweizer Benediktinermönch. Von 1596 bis zu seinem Tod war er Abt des Klosters Muri in den Freien Ämtern (im heutigen Kanton Aargau).

## Biografie
Er war der Sohn von Rudolf Singisen, dem Schultheiss von Mellingen, und von Elisabeth Letter. Singisen besuchte in Muri die Klosterschule, legte 1574 die Profess ab und empfing 1583 die Priesterweihe. Ab 1590 betreute er die Pfarrei Bünzen, eine Kollatur des Klosters, bis er 1596 nach der Absetzung von Jakob Meier zum Abt gewählt wurde. Bald nach Amtsantritt begann er mit der konsequenten Umsetzung der tridentinischen Reformen. Dazu gehörten die Einführung der strikten Klausur, die Abschaffung der Pfründen, der Ersatz der Dienstboten durch Laienbrüder und die systematische Ausbildung der Mönche. Der Konvent leistete gegen die Reformen zunächst Widerstand, den Singisen jedoch mithilfe des Nuntius rasch brechen konnte.
Auch im Kloster Hermetschwil, das unter der Aufsicht Muris stand, gelang Singisen nach anfänglichem Widerstand der dortigen Nonnen die Umsetzung der Reformen. Er liess das Kloster Muri baulich erweitern; bis 1610 entstand ein an den Kreuzgang angebautes Gebäude, das heute unter der Bezeichnung Singisenflügel bekannt ist. Hinzu kamen die Klostermauer als sichtbares äusseres Zeichen der Abschliessung sowie eine Bibliothek über der Vorhalle der Klosterkirche. In seinem Auftrag baute Thomas Schott zwischen 1619 und 1630 die grosse Orgel, die heute noch besteht. Die Klosterschule erweiterte er zu einem Gymnasium.
1602 gehörte Singisen zu den Mitbegründern der Schweizerischen Benediktinerkongregation und war für diese ab 1603 als Visitator tätig. In dieser Funktion vollzog er die tridentinischen Reformen in zahlreichen Frauenklöstern. Dazu gehörten die Benediktinerinnen in Seedorf und Sarnen, die Franziskanerinnen in Bremgarten, die Kapuzinerinnen in Zug, Attinghausen, Stans und Luzern sowie die Zisterzienserinnen in Frauenthal und Eschenbach. 1622 konnte Singisen die Exemtion des Klosters Muri von der bischöflichen Gerichtsbarkeit erreichen. Papst Gregor XV. bestätigte diese zwar, doch erst 1645 willigte das Bistum Konstanz endgültig ein, nachdem ein Kompromiss ausgehandelt werden konnte (Bestätigung der Wahl eines neuen Abtes durch das Bistum).
Aufgrund seiner zahlreichen Verdienste wird Singisen als zweiter Stifter des Klosters Muri bezeichnet.